# Podgajcze
Podgajcze – część wsi Drygulec w Polsce, położona w województwie świętokrzyskim, w powiecie opatowskim, w gminie Wojciechowice.
W latach 1975–1998 Podgajcze administracyjnie należało do województwa tarnobrzeskiego.

## Historia
W XIX w. dobra Podgajcze były własnością m.in. benedyktynek z Sandomierza. W 1864 r. zostały wystawione na licytację razem z sąsiednimi dobrami Drygulec.
W okresie międzywojennym właścicielem Podgajcza był Henryk Roguski. Jako oficer rezerwy brał on udział w kampanii wrześniowej, podczas której dostał się do niewoli radzieckiej. W 1940 r. został zamordowany w Katyniu. W 1944 r. wycofujący się Niemcy założyli w Podgajczu polowy cmentarz. Groby ekshumowano w latach 90. XX wieku.
W czasach PRL w Podgajczu funkcjonował państwowy zakład przetwórstwa owocowo-warzywnego. W latach 90. XX wieku został on sprywatyzowany.

## Zabytki
- Ruiny suszarni chmielu na terenie dawnego zespołu dworskiego.
- Kamienna figura Matki Boskiej ufundowana przez rodzinę Roguskich.